# John Digby, I conte di Bristol
John Digby, primo conte di Bristol (1580 – 16 gennaio 1653), è stato un diplomatico inglese, realista durante la guerra civile inglese.

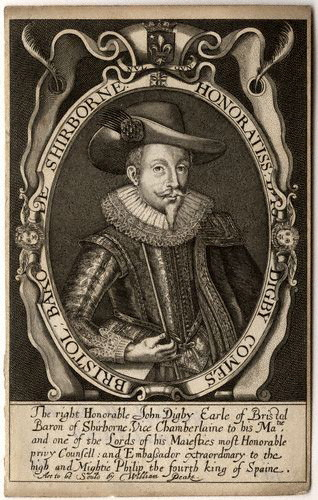
Ritratto di John Digby, primo conte di Bristol in una stampa.

John Digby era figlio di Sir George Digby, della città di Coleshill, nel Warwickshire e di sua moglie Abigail. Fu educato al Magdalene College di Cambridge. Attorno al 1610 re Giacomo I Stuart lo inviò come ambasciatore in Spagna alla corte di Filippo III. Fu uno dei protagonisti dell'infruttoso contratto di matrimonio tra il principe di Galles Carlo, futuro re d'Inghilterra e l'infanta Maria Anna.